# Franco Grignani
Franco Grignani (Pieve Porto Morone, 4 febbraio 1908 – Milano, 20 febbraio 1999) è stato un grafico e artista italiano.

## Biografia
Dopo aver passato i primi anni della sua vita nel comune natale in provincia di Pavia, e aver frequentato Matematica all'Università degli Studi di Pavia, si laurea in Architettura al Politecnico di Torino, ma già negli anni trenta (all'età di 18-20 anni) partecipa a manifestazioni del secondo futurismo, per poi avvicinarsi all'astrattismo geometrico e al costruttivismo.

Sviluppa i propri interessi nell'ambito ottico visivo, conducendo ricerche analitiche attraverso non solo mezzi pittorici ma anche fotografici. Presto i suoi sviluppi si dirigono verso lo studio dei procedimenti percettivi sperimentando con fotogrammi, fotomontaggi, sovrimpressioni e elaborati grafici, basandosi su teorie percettive, in particolare sulla Psicologia della forma.
Successivamente entra in un lungo periodo di sperimentazione sulle "forme virtuali" intervenendo direttamente sull'immagine distorcendone la forma in modo plastico (rotazioni, torsioni, scissioni, deformazioni) o dinamico (progressioni, accelerazioni, scambio di direzione e rovesciamenti prospettici); facendo emergere, tramite modifiche e sollecitazioni "artificiali", suggestioni ed emozioni naturali dalla mente dell'osservatore.
Già dai primi anni '30, trasferitosi a Torino per completare gli studi, ed essendo entrato in contatto col secondo Futurismo, Grignani si dimostra interessato e studioso dei concetti e stilemi boccioniani, in particolare i cardini avanguardisti delle ''Linee di Forza'' e dei ''Dinamismi compenetranti''. A questi si aggiunge nel periodo bellico, per un lavoro di studio sulle sagome degli aerei nemici (Grignani dovette tenere un corso di avvistamento), un interesse per l'interazione occhio-mente, e più generalmente sul mondo della percezione visiva e le sue sfumature.

### La sperimentazione
Inseritosi in un contesto futurista, Grignani rimane fortemente affascinato dall'avanguardia e dai suoi artisti e ne prende ispirazione mantenendo sempre la sua indipendenza intellettuale e uno sguardo critico. Da questo movimento parte il suo interesse per il dinamismo, e attorno a ciò vi sviluppa la sua ricerca negli anni successivi, una sperimentazione quasi scientifica per creare le sue fotografie, fatta di tentativi ed errori, e un rigore matematico, una precisione millimetrica, necessaria per la creazione dei suoi quadri. Sperimenta nel campo della fotografia usando materiali riflettenti e distorcenti, come macchie d'olio e vernici, vetri rotti, diverse superfici convesse, metalli, oppure bagnando direttamente il piano lavoro ricercando fenomeni ottici, trovando gli effetti nascosti, rilegati alla percezione propria alla ''coda dell'occhio'', che chiama ''subpercezione''. L'obbiettivo è di ''rilevare il mondo delle tensioni strutturali'' ''processare il comportamento umano in risposta all'avvento massiccio della macchina, dove la prospettiva diventa proiettiva''. Il suo interesse estetico per la mutevolezza delle forme deriva dalle interrelazioni recepite nell'ambiente moderno in cui l'uomo vive, secondo Grignani, sempre più lontano dalla natura. Senza limiti o regole, spinge il suo lavoro verso nuovi parametri visivi, ampliando i modelli di visione, componendo nuove configurazioni in rapporti spaziali complessi, immagini dinamiche, composizioni geometriche ripetute, effetti di sovrapposizione, trasparenze, compenetrazioni dal carattere estremamente vivo benché, per la maggior parte, in bianco e nero.

### Penguin Books

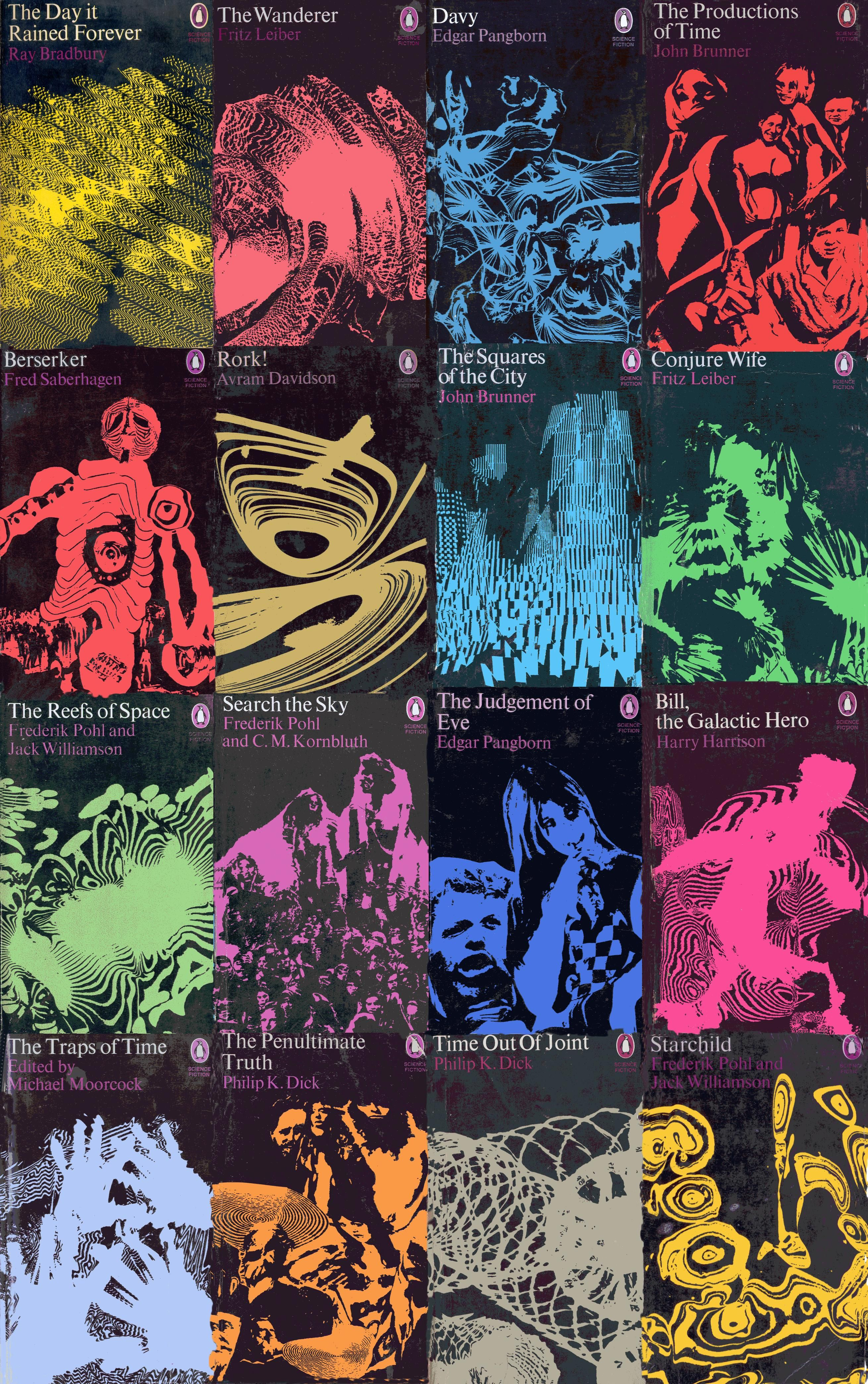
Le copertine dei romanzi fantascientifici disegnate da Franco Grignani per Penguin Books

La sua ampia produzione grafica e artistica vede, tra le altre cose, la presenza di una serie di copertine per una collana di romanzi fantascientifici pubblicati nel biennio '69-'70. Esse non sono solo opere circoscritte ma assumono importanza in relazione al grande lavoro sperimentale-scientifico che accompagna e appassiona Grignani nell'arco di tutta la sua carriera. 
Dal 1968, a fronte della crisi economica avvenuta all’interno della casa editrice Penguin Books, il direttore artistico David Pelham per risollevarne le sorti decide di commissionare a Grignani le copertine di sedici romanzi fantascientifici, essendo stato affascinato dalle sue produzioni artistiche. L’artista applica la sua sperimentazione per creare delle vere e proprie opere d'arte, che riflettono la narrazione contenuta nei romanzi presentando delle forme prevalentemente astratte che dialogano col subconscio dell'osservatore. 
È possibile riscontrare nelle opere di copertina alcuni rimandi e evoluzioni di lavori sperimentali pregressi, appartenenti alle diverse categorie inventate e esplorate dal designer, tra le quali: Subpercezioni (Flou); Interferenze; Distorsioni; Grafiche Trovate; Moiré; Radiali; Diacroniche; Tensioni; Periodiche; Dissociazioni.
Questi lavori sono esemplificativi del processo traduttivo del designer dall'opera d'arte alla pubblicità o al progetto con fine comunicativo specifico, come nota il curatore della mostra dedicata a Grignani Mario Piazza: ''Grignani ha sperimentato molto usando giochi di lenti, specchi e vetri, come facevano le avanguardie in fotografia. Questi risultati sono stati poi tradotti, nella dimensione comunicativa, in progetti specifici, diventando spesso molto pertinenti. Vedi ad esempio la serie di copertine di romanzi di fantascienza da lui studiate per la casa editrice Penguin Books, che presentano forme acquose, senza confine, disposte in maniera entropica. Da forme astratte, esse sono diventate perfette per il tema richiesto''.

#### Rork!
Esempio del rapporto tra immagine e trama è ‘’Rork!’’, romanzo di Avram Davidson, in cui il protagonista vuole rimanere solo a tal punto da decidere di imbarcarsi per un mondo sconosciuto e remoto nella galassia. La copertina riprende la sperimentazione fatta ne ‘’La goccia obesa’’(1953), dove macchie espanse realizzate con vernici colorate sembrano richiamare le orbite di pianeti estranei, silenziosi e sperduti. Nella composizione dall'atmosfera sospesa l’immagine risulta dinamica ma lenta nel suo muoversi lungo un’orbita immaginaria, similmente ad un pianeta illuminato da una luce arancione quasi aliena.

#### Davy
‘’Davy’’ di Edgar Pangborn è un romanzo distopico, racconta di un mondo post-apocalittico a creare dal collasso della civilizzazione immaginato alla fine del ventesimo secolo. Questo decadimento sembra trovare eco nello studio fatto con i sali di bromuro d’argento (Diradamento e distorsione tensiva, 1953), in cui si riscontrano figure a meta' tra l'organico quasi fungino e l'amorfo.

#### The day it rained forever
Nella copertina di ‘’The day it rained forever’’ si trova una composizione riconducibile alla categoria delle Moiré. Le Moiré sono un tipo di elaborazioni fotografiche caratterizzate dalla fitta ripetizione di una texture, che qui sembrano trasmettere la malinconia di un giorno di pioggia eterna. 

#### Time out of joint
Nel caso di ‘’Time out of joint’’ le solarizzazioni sono impiegate dal designer a suggerire un senso di dispersione temporale in cui si ritrova immerso il protagonista, con spirali ripetute che potrebbero alludere ad una sorta di opprimente gabbia metaforica.
Confronto con ''Solarizzazione su fasce curvate'' (1955) e ''Fotogramma con rete a spirale'' (1929).

#### Squares of the city
La grafica per ‘’Squares of the city’’ rimanda alla tecnica di sperimentazione per la quale Grignani filtrava immagini attraverso vetri industriali texturizzati e frammentati, come in ''Strutture filtrate con vetro industriale quadrettato e rigato'' (1952), richiamando in questo caso l’immagine di uno skyline frammentato, oltre che il tema del gioco degli scacchi presente nel romanzo.

#### Altre
Quelle di ''The Penultimate truth'', ''Conjure wife'' e ''the Traps of time'' sono tra le copertine con un fattore più figurativo. Il corpo umano non è spesso protagonista nell'opera di Franco Grignani, tuttavia se ne possono trovare degli esempi tra le grafiche per Alfieri e Lacroix.
Si può riscontrare che anche quando l'elemento figurativo umano è presente, non manca la componente geometrico-lineare, anzi tra le due parti si instaura un forte rapporto di interazione e compartecipazione.

### Partecipazioni e realizzazioni
Fra le varie partecipazioni viene ricordata quella nel 1972 alla XXXVI biennale di Venezia, dove ha progettato la sezione di grafica sperimentale. Grignani ha sostenuto numerose mostre private e pubbliche in tutto il mondo, e ha partecipato al primo congresso sulla comunicazione umana: Vision 65]. le sue opere sono conservate in alcuni dei più importanti musei internazionali e nazionali, come il MOMA di New York, lo Stedelijk Museum di Amsterdam, il Victoria and Albert Museum nel South Kensington di Londra e il Museo d'Arte Moderna di Varsavia. La fama internazionale gli venne anche in gran parte data dalla sua produzione nel campo della progettazione grafica. 

Sicuramente uno dei lavori più noti al pubblico è il certificato della pura lana vergine (International Wool Society) realizzato nel 1964, ma anche gli annunci pubblicitari per la casa farmaceutica Dompè e per la stamperia Alfieri & Lacroix.
È stato membro dell'AGI Alliance Graphique Internationale.